# Jonathan Cochet

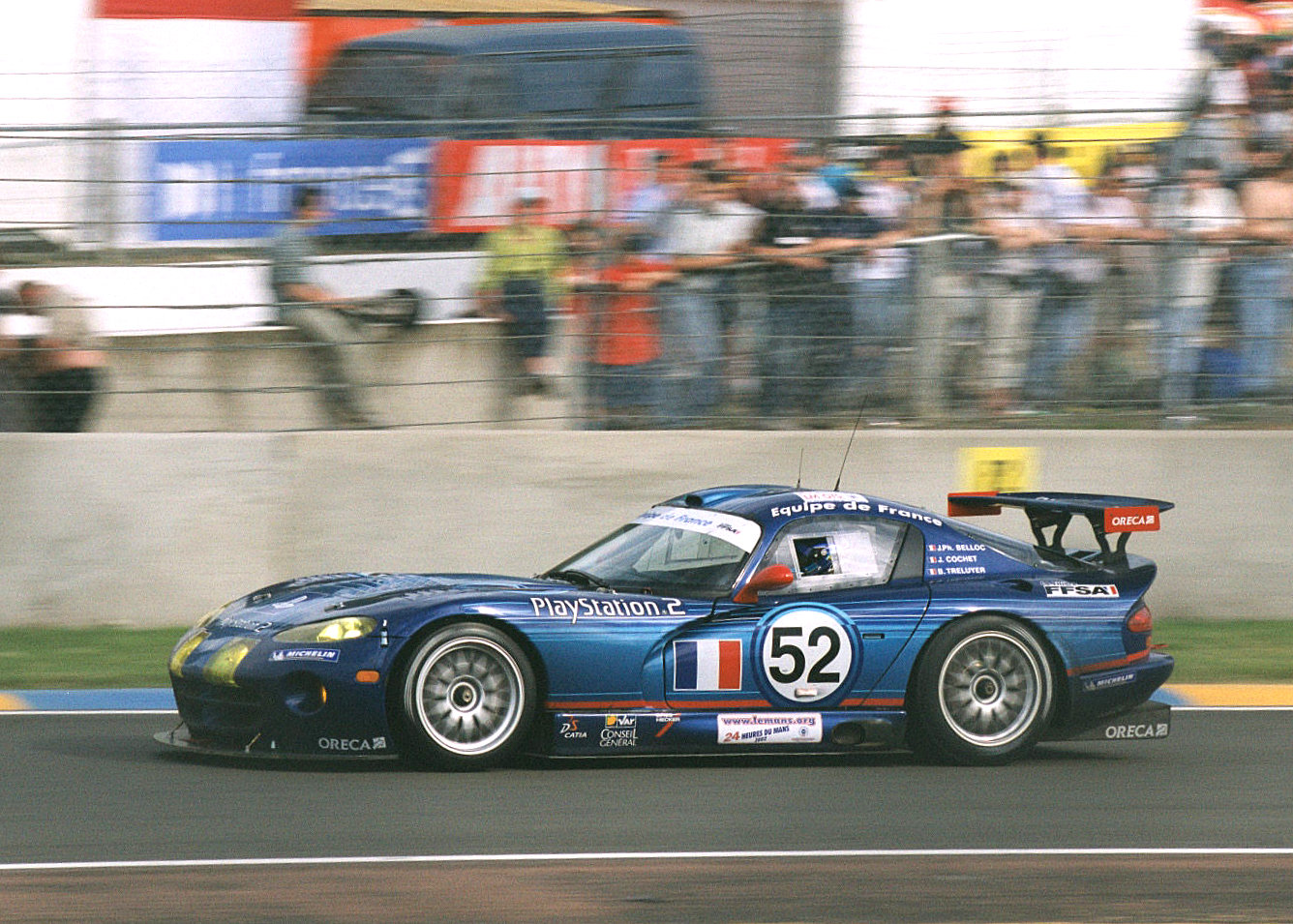
Der von Jonathan Cochet beim 24-Stunden-Rennen von Le Mans 2002 gefahrene Chrysler Viper GTS-R

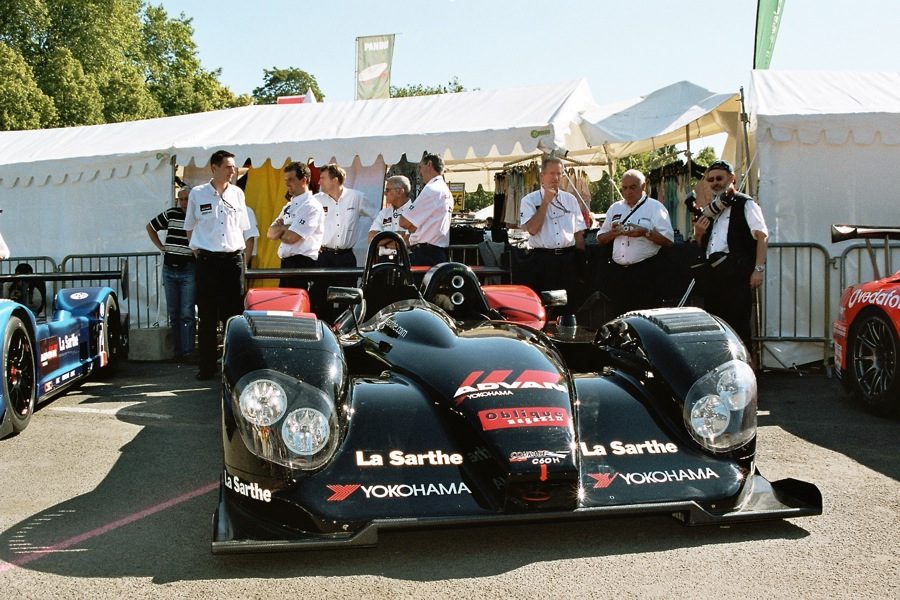
Der Courage C65 mit dem Jonathan Cochet beim 24-Stunden-Rennen von Le Mans 2005 am Start war

Jonathan Franck Cochet (* 4. Januar 1977 in Alençon) ist ein französischer Automobilrennfahrer.

## Karriere
Wie die meisten Motorsportler begann Cochet seine Karriere im Kartsport, in dem er von 1989 bis 1994 aktiv war. 1995 wechselte er in den Formelsport und wurde Fünfter der Formel Renault Campus. 1996 wechselte er in die französische Formel Renault. Nachdem er in seiner ersten Saison den 16. Platz belegt hatte, gewann er 1997 den Meistertitel mit fünf Siegen vor seinem Teamkollegen Sébastien Bourdais. Außerdem startete er in der europäischen Formel Renault und beendete die Saison auf dem neunten Platz.
1998 wechselte er in die französische Formel-3-Meisterschaft und belegte den elften Gesamtrang. 1999 bestritt er seine zweite Saison in dieser Serie und wurde mit zwei Siegen hinter Bourdais Vizemeister. 2000 blieb er ein weiteres Jahr in der französischen Formel 3 und sicherte sich mit vier Siegen den Meistertitel vor Tiago Monteiro. Außerdem gewann er den europäischen Formel-3-Cup und das Formel-3-Masters in Zandvoort.
2001 war Cochet als Formel-1-Testfahrer bei Prost Grand Prix aktiv. Außerdem startete er bei sechs Rennen der World Series by Nissan, in deren Gesamtwertung er den neunten Platz belegte, und beim 24-Stunden-Rennen von Le Mans. Darüber hinaus gab für das von Apomatox betreute F3000 Prost Junior Team sein Debüt in der internationalen Formel-3000-Meisterschaft und trat zu vier Rennen an. Mit einem neunten Platz als bestes Resultat belegte er den 23. Gesamtrang. 2002 nahm er erneut an sechs Rennen der World Series by Nissan teil und belegte in der Gesamtwertung den 13. Platz. Außerdem startete er bei zwei Rennen der Formel Nippon und wurde Dritter in der GTS-Klasse beim 24-Stunden-Rennen von Le Mans. 2003 nahm er nur an zwei Rennen der World Series by Nissan teil. Beim 24-Stunden-Rennen von Le Mans wurde er Siebter der LMP-900-Klasse.
Nachdem Cochet 2004 nur zu einem Rennen der Le Mans Endurance Series, das er gewinnen konnte, angetreten war, startete er 2005 zu drei Rennen der Le Mans Endurance Series, zu zwei Rennen der Grand-Am Sports Car Series und beim 24-Stunden-Rennen von Le Mans. 2006 absolvierte er eine halbe Saison der Grand-Am Sports Car Series und nahm zudem an Formel-1-Testfahrten für das Renault-Team teil. 2007 trat er zu drei Rennen der Grand-Am Sports Car Series an und wurde zudem 18. in der LMP1-Kategorie der Le Mans Series. Beim 24-Stunden-Rennen von Le Mans wurde er Neunter in der LMP1-Wertung.
Nachdem Cochet im Winter 2007/2008 für das französische A1-Team an zwei Rennen teilgenommen hatte, nahm er 2008 an keinen weiteren Rennen teil. 2009 trat er in der Lamborghini Blancpain Super Trofeo an und wurde mit einem Sieg Vierter in der Gesamtwertung. Außerdem startete er zu sieben Rennen der FIA GT3-Europameisterschaft.

## Statistik

### Karrierestationen
- 1989–1994: Kartsport
- 1995: Formel Renault Campus (Platz 5)
- 1996: Französische Formel Renault (Platz 16)
- 1997: Französische Formel Renault (Meister); europäische Formel Renault (Platz 9)
- 1998: Französische Formel-3-Meisterschaft (Platz 11)
- 1999: Französische Formel-3-Meisterschaft (Platz 2)
- 2000: Französische Formel-3-Meisterschaft (Meister)
- 2001: Internationale Formel-3000-Meisterschaft (Platz 23); World Series by Nissan (Platz 9); Formel 1 (Testfahrer)
- 2002: World Series by Nissan (Platz 13); Formel Nippon
- 2003: World Series by Nissan
- 2004: Le Mans Endurance Series, LMP2-Klasse (Platz 11)
- 2005: Le Mans Endurance Series (Platz 21); Grand-Am Sports Car Series (Platz 52)
- 2006: Grand-Am Sports Car Series (Platz 41), Formel 1 (Testfahrer)
- 2007: Le Mans Series, LMP1-Klasse (Platz 18); Grand-Am Sports Car Series (Platz 37)
- 2008: A1 Grand Prix
- 2009: Lamborghini Blancpain Super Trofeo (Platz 4); FIA GT3-Europameisterschaft

### Le-Mans-Ergebnisse
| Jahr | Team                  | Fahrzeug             | Teamkollege          | Teamkollege           | Platzierung | Ausfallgrund |
| ---- | --------------------- | -------------------- | -------------------- | --------------------- | ----------- | ------------ |
| 2001 | Equipe de France FFSA | Chrysler Viper GTS-R | David Terrien        | Jean-Philippe Dayraut | Ausfall     | Unfall       |
| 2002 | Equipe de France FFSA | Chrysler Viper GTS-R | Jean-Philippe Belloc | Benoît Tréluyer       | Rang 14     |              |
| 2003 | Courage Compétition   | Courage C60          | Stéphan Grégoire     | Jean-Marc Gounon      | Rang 7      |              |
| 2005 | Courage Compétition   | Courage C65          | Shinji Nakano        | Bruce Jouanny         | Ausfall     | Unfall       |
| 2007 | Courage Compétition   | Courage LC70         | Alexander Frei       | Bruno Besson          | Rang 26     |              |